# Gabriela Huertas
Ana Gabriela Huertas Linares (Moniquirá, 17 de junio de 1991) es una futbolista colombiana. Juega en la posición de mediocampista en el equipo de la Universidad de Chile.

## Carrera

### Selección nacional
Representó a Colombia en la Copa América Femenina 2018.

### Clubes
| Club                   | País     | Año         |
| ---------------------- | -------- | ----------- |
| Future Soccer          | Colombia | - 2016      |
| Independiente Santa Fe | Colombia | 2017 - 2022 |
| Universidad de Chile   | Chile    | 2022        |
| Independiente Santa Fe | Colombia | 2023 - Act. |

## Palmarés

### Títulos nacionales
| Título                       | Club                   | País     | Año  |
| ---------------------------- | ---------------------- | -------- | ---- |
| Liga Profesional de Colombia | Independiente Santa Fe | Colombia | 2017 |
| Liga Profesional de Colombia | Independiente Santa Fe | Colombia | 2020 |
| Liga Profesional de Colombia | Independiente Santa Fe | Colombia | 2023 |